# New Order
Pour les articles homonymes, voir New Order (homonymie).
New Order [njuˈɔːdə] est un groupe de rock britannique, originaire de Manchester, en Angleterre. Formé en 1980, en pleine vague new wave, il se compose au départ des membres restant du groupe Joy Division dont le chanteur Ian Curtis vient de se suicider. À la suite de ce drame, ils optent pour un changement de nom et adoptent celui de New Order sur une suggestion de leur manager, Rob Gretton. Ce nom, comme celui de Joy Division, a fait l'objet de polémiques car il pouvait faire allusion au nazisme,.
Le groupe comprend Bernard Sumner (dit Barney ou encore, dans Joy Division, Bernard Albrecht ou Bernard Dicken) au chant, à la guitare et aux claviers, Peter Hook (dit Hooky) à la basse et Stephen Morris à la batterie. Gillian Gilbert, la compagne de Stephen Morris, rejoint les trois anciens de Joy Division dès le tout début des années 1980, aux claviers. Elle est remplacée à partir de 2001 par Phil Cunningham (ancien guitariste de Marion, autre groupe de Manchester), puis réintègre le groupe dix ans plus tard.
Leur premier album Movement garde une identité très proche de Joy Division au niveau du son ainsi que du style de chant de Bernard Sumner qui rappelle celui de Curtis. Ensuite, le groupe explore d'autres voies, plus électroniques et dansantes. Innovateur par son mélange des genres (post-punk et house), New Order est considéré comme l'un des groupes de musique occidentale les plus acclamés et influents des années 1980.

## Biographie

### Débuts (1977–1981)
De 1977 à 1980, Ian Curtis, Bernard Sumner, Peter Hook et Stephen Morris forment le groupe post-punk Joy Division, après s'être initialement appelé Warsaw, en hommage à la chanson Warszawa de David Bowie présente sur l'album Low. Après la mort de Ian Curtis en mai 1980, le groupe décide de se former à nouveau, choisissant finalement Bernard Sumner, guitariste, comme chanteur. Au cours du mois d'octobre, la petite amie de Stephen Morris, Gillian Gilbert, le rejoint. Les premières chansons sont dans la droite ligne de Joy Division : sombres et mélodiques.
Les derniers titres écrits par Joy Division (Ceremony sorti en 1981, In a Lonely Place) vont d’ailleurs sortir sous le nom de New Order. Martin Hannett, producteur attitré de Joy Division, produit également le premier album du groupe intitulé Movement (1981),,. Le groupe adopte ce nom malgré le fait que Ron Asheton, un ancien membre des Stooges, avait déjà fondé un groupe appelé The New Order à la fin 1974.

### Succès grandissant et consécration (1982–1988)
La musique de New Order prend ensuite un virage électronique, de plus en plus marqué au fil du temps (même si l’influence d’un groupe comme Kraftwerk est déjà présente chez Joy Division), avec des titres comme Everything's Gone Green, Temptation (1982), ou Blue Monday (1983), qui devient la meilleure vente de maxi 45 tours de tous les temps, ou encore Confusion (1983), qui est coproduit par Arthur Baker (en). En France, le titre Confusion est alors choisi comme générique du programme musical Rockline, spécialisé dans la new wave anglaise et présenté par Bernard Lenoir dans le cadre de l'émission du samedi soir Les Enfants du rock de la chaîne de télévision française Antenne 2 (l'actuelle France 2), ce qui a permis au public français de mieux connaître ce groupe. Un sample du titre Shellshock est utilisé dans le générique de l'émission Top 50 sur Canal+.
Ils vont d’ailleurs largement financer l'Haçienda : boîte de nuit du label Factory (leur label depuis la période Joy Division), qui ouvre en mai 1982. L'album Power, Corruption and Lies voit le jour en 1983. Il est suivi en 1985 par Low-Life (sur le label de Quincy Jones). Son titre s'inspire du journaliste Jeffrey Bernard, dont la citation « I live what's called the low life » est samplée sur This Time of Night (d'après Chris Shade). Vient ensuite Brotherhood en 1986 dont le single Bizarre Love Triangle rencontre un certain succès.
À cette époque, le groupe commence à de nouveau interpréter régulièrement en concert des morceaux de Joy Division, mais aussi des reprises du Velvet Underground (Sister Ray, et The Ostrich de The Primitives). Ils interprètent une seule fois, en 1982, When I'm With You des Sparks, ainsi qu'Anarchy in the U.K. des Sex Pistols.
Substance est leur première compilation. Elle voit le jour en 1987. Ce double album regroupe la plupart des singles du groupe, ainsi que True Faith, enregistré pour cet album et qui rencontre un grand succès international, notamment aux États-Unis où ce titre ainsi que Substance rentrent dans le Top 40[réf. nécessaire], confirmant ainsi l'impact grandissant de la formation anglaise en Amérique du Nord. Dans la foulée, New Order publie au printemps 1988 une version remixée de leur titre phare Blue Monday, produite par Quincy Jones. Celle-ci connaît un vrai succès dans les classements internationaux, atteignant souvent le Top 10 et parfois même la 1ère place comme en Nouvelle-Zélande et dans le US Billboard Hot Dance Club Play.

### Nouveaux albums et pause (1989–1993)
Technique paraît en 1989, celui-ci se place en tête des charts à sa sortie. Il est enregistré à Ibiza, alors capitale de la Balearic house.
En 1990, le groupe enregistre World in Motion avec John Barnes, à l’occasion de la coupe du monde de football, un hymne destiné à soutenir l’équipe anglaise. C'est un nouveau succès. À cette période, le groupe traverse un passage difficile, entre tensions internes (personnelles) et externes : ultime tentative pour sauver Factory (leur label, dirigé par Tony Wilson) en signant avec le label London Records, en 1992, afin d’organiser sa distribution. Fermeture temporaire de l'Haçienda, à la suite de violences au sein de la boîte de nuit (avant fermeture définitive).
New Order se retrouve finalement pour produire l’album Republic (prévu au départ pour le label Factory) qui sort finalement chez Warner en 1993. Le single Regret, devient le titre le mieux classé du groupe aux États-Unis. Les avis des fans de New Order sont généralement assez partagés sur cet album conçu dans une ambiance délétère entre les membres du groupe. Le clip vidéo du titre World (The Price of Love) est réalisé par Baillie Walsh (également auteur du clip en un seul plan séquence Unfinished Sympathy pour Massive Attack en 1992), en noir et blanc, d'une durée de 4 minutes à Cannes.
En 1998, le groupe de Jay Gordon, Orgy, reprend le tube Blue Monday sur leur premier album Candyass.
Les membres de New Order sont alors engagés dans d’autres expériences musicales : Bernard Sumner s'associe avec l'ex-guitariste de The Smiths, Johnny Marr pour former Electronic (auquel participe également Neil Tennant des Pet Shop Boys, ou Karl Bartos de Kraftwerk). Leur premier album, Electronic, contenant le titre Getting Away with It de 1989, est salué par la critique. Il travaille également avec les Chemical Brothers (sur le titre Out of control) ou Sub Sub (avec les futurs membres de Doves) (sur le titre This Time, I'm Not Wrong) ou encore 808 State. Peter Hook, qui avait également un temps envisagé de collaborer avec Johnny Marr, lance les groupes Revenge et Monaco, et plus récemment sur d'autres projets dont Freebass (à partir de 2005) ou The Light (à partir de 2010). Le couple Stephen Morris et Gillian Gilbert fonde The Other Two.

### Retour et deuxième séparation (2004–2007)

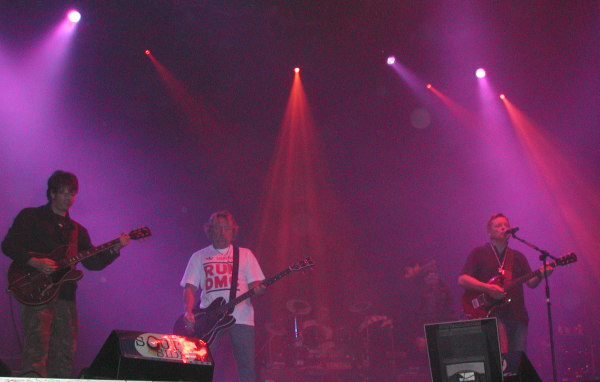
New Order en concert en 2005.

Le groupe se retrouve de manière épisodique pour enregistrer le titre Brutal qui figure sur la bande originale du film La Plage de Danny Boyle. En 2001 un nouvel album, intitulé Get Ready, voit le jour (auquel participe Billy Corgan, le leader des Smashing Pumpkins et Bobby Gillespie de Primal Scream), marquant le retour retentissant du New Order. Le single Crystal qui ouvre l'album est un succès. Le groupe repart en tournée, mais sans Gillian Gilbert dont l’une des filles est gravement malade. Son mari continue pour sa part à assurer son rôle de batteur alors que Phil Cunningham remplace Gillian au sein du groupe.
En 2003, le groupe enregistre le titre Vietnam (de Jimmy Cliff) pour le disque philanthropique Hope. New Order collabore également avec les Chemical Brothers sur le titre Here to Stay qui figure sur la bande originale du film 24 Hour Party People qui retrace l'histoire de Factory et de Tony Wilson.
En 2005 le groupe sort un nouvel album intitulé Waiting for the Sirens' Call. L'album est produit par des producteurs de renom : John Leckie (Radiohead, The Verve), Stephen Street (The Smiths, Blur) et Stuart Price (Madonna). Enregistré à Bath, il sort en mars avec l'appui du single Krafty. Après la surprise créée par Get Ready, ce Waiting for the Sirens' Call apparaît convenu et par trop commercial. En 2005 est également éditée une nouvelle compilation de singles intitulée The Singles, contenant quelques versions alternatives. Le groupe recommence à se produire sur scène et reprend son ancien répertoire de la période Joy Division de façon plus marquée. New Order et Joy Division sont également entrés dans le UK Hall of Fame, après que New Order a gagné le Godlike Genuises du NME pour 2005. Le film basé sur la vie de Ian Curtis, Control, réalisé par Anton Corbijn, est l'occasion pour New Order de participer à la musique du film, reprenant notamment quelques titres de Joy Division. Anton Corbijn avait déjà travaillé avec eux, puisqu'il avait signé la fameuse vidéo de la chanson Atmosphere de Joy Division.
En 2006, Nouvelle Vague a également repris, en version bossa nova, Blue Monday dans leur deuxième album Bande à part. Le titre Confusion figure en bonus sur une édition limitée de ce second opus. À la fin des années 2000, Real Life reprend Blue Monday dans l'album Send Me an Angel : '80s Synth Essentials.
L'Orkestra Obsolete signe une reprise de Blue Monday en utilisant des instruments de musique des années 30.
Le DVD Live in Glasgow (sortie en 2008) est enregistré à la Glasgow Academy en 2006 et comprend 18 chansons, dont quatre de Joy Division. Le coffret contient aussi un DVD extra des archives personnelles du groupe, dont des extraits de concerts des années 1980 à Glastonbury, Rome, Cork, Rotterdam et Toronto.

### Nouvelle formation (depuis 2011)

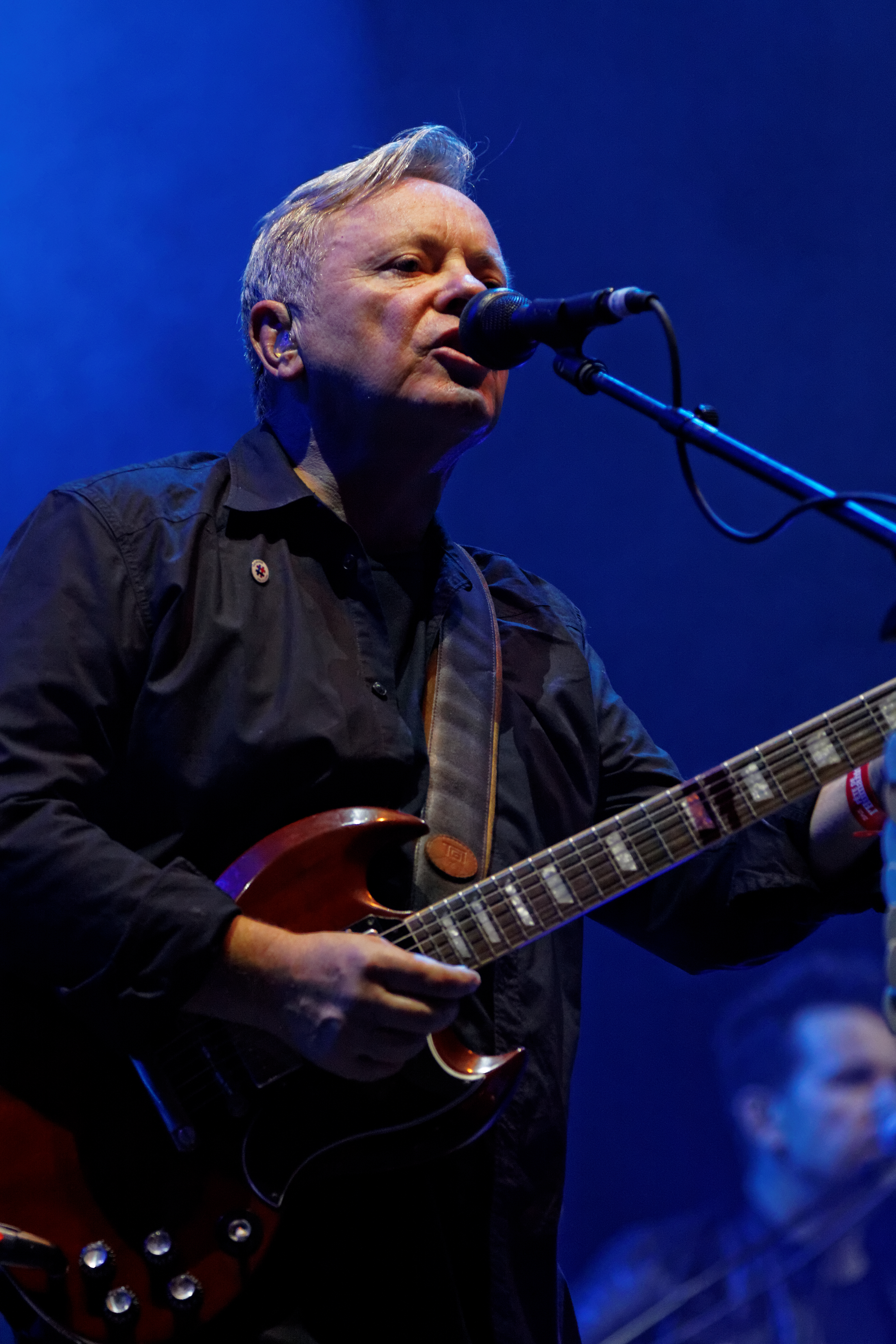
Bernard Sumner, chanteur de New Order, sur la grande scène lors de la fête de l'Humanité le 14 septembre 2012.

Peter Hook quitte le groupe en 2006, et participe alors à Freebass et à Peter Hook and The Light. Avec ce dernier groupe il entreprend, à partir de 2012, de rejouer sur scène les premiers albums de New Order, d'abord Movement puis les suivants jusqu'à Get Ready en 2025.
Sumner et Cunningham déclarent alors ne plus vouloir continuer sous le nom de New Order mais sous celui de Bad Lieutenant en compagnie d'Alex James, bassiste du groupe Blur. Un album sort à l'automne 2009.
Le groupe (sans Peter Hook) reprend cependant le nom de « New Order » à partir d'octobre 2011. D'abord pour deux concerts, à l'Ancienne Belgique à Bruxelles le 17 octobre (leur premier concert en Belgique depuis le festival Rock Werchter en 2005) et au Bataclan à Paris le 18. Le but de ces concerts était de rassembler des fonds pour soins médicaux pour leur ami et producteur Michael Shamberg. Gillian Gilbert réintègre le groupe à cette occasion, qu'elle avait quitté pendant une dizaine d'années. Mais c'est aussi la première fois que New Order se produit sans Peter Hook. Tom Chapman assure la basse et Phil Cunningham continue les guitares. L'année suivante, en septembre 2012, « New Order » joue sur l'une des scènes de Bestival, festival de musique anglais, puis en France à la fête de l'Humanité le 14.
Après plusieurs reports, un album d'inédits issus des sessions du précédent album, Lost Sirens, paraît le 14 janvier 2013. La même année, le groupe effectue une tournée mondiale. Ils travaillent sur de nouvelles compositions dès 2013. Une nouvelle chanson est jouée durant le festival Lollapalooza Chile en mars 2014, intitulée Singularity. Plastic, plus électronique, est jouée à partir de juillet 2014. L'album est annoncé pour parution à l'automne 2015,. Stephen Morris indique qu'il présentera « un son électronique lourd avec des guitares mélodiques et une atmosphère orchestrale ». Plastic et Restless ont notamment été enregistrées (cette dernière avec Tom Rowlands, des Chemical Brothers).
Le 22 juin 2015, le groupe annonce la sortie du nouvel album Music Complete de onze titres, pour le 25 septembre. C'est le premier album sans Peter Hook. Il est essentiellement produit par le groupe lui-même, à l'exception de Singularity et de Unlearn This Hatred, tous deux produits par Tom Rowlands, alors que Superheated bénéficie d'une production complémentaire de Stuart Price. Restless sort en simple fin juillet 2015. L'album est publié deux mois plus tard, précédé d'une semaine par un second extrait, Plastic. Le groupe donne un premier concert pour la BBC le 9 octobre, où sont notamment jouées pour la première fois en public Restless, Tutti Fruti et People on the High Line. Elly Jackson accompagne le groupe. Le concert est diffusé en direct sur BBC radio, et par ailleurs filmé.
Le groupe annonce en mars 2017 la sortie d'un nouvel album live pour le 26 mai 2017, NOMC15 (pour New Order Music Complete 2015), enregistré à la Brixton Academy le 17 novembre 2015,. C'est le second enregistrement du groupe dans ce lieu, une vidéo VHS, intitulée 'Academy' (1989) est aussi précédemment enregistrée à la Brixton Academy, le 4 avril 1987, pour une levée de fonds pour la lutte contre le SIDA. New Order annonce le 20 septembre 2017 sur son site officiel, un règlement complet et définitif a été atteint dans les conflits de longue date avec son ancien bassiste Peter Hook. Les différends étaient basés sur l'utilisation par Hook de divers éléments de New Order et Joy Division sur le merchandising et dans la promotion des spectacles par son nouveau groupe, ainsi que le montant d'argent qu'il reçoit de l'utilisation du nom New Order par ses anciens collègues depuis 2011.
L'actualité 2019 du groupe comprend, outre diverses dates de concert au printemps et en été, d'une part une réédition du premier album Movement agrémenté de nombreux morceaux inédits (démos, concerts) en avril, et d'autre part la participation du groupe à l'album de Mute Records comprenant des reprises du titre 4′33″ de John Cage par une cinquantaine d'artistes du label le 25 octobre
Un nouvel album live est également publié le 12 juillet, comprenant une des prestations tenues à Manchester  en 2017 avec Liam Gillick, intitulé ∑(No,12k,Lg,17Mif) New Order + Liam Gillick: So it goes… (triple vinyle).
Le 8 septembre 2020, le groupe sort un nouveau simple, Be a Rebel, près de cinq années après leur précédentes sorties studio. La chanson est issue des sessions de Music Complete.
Une definitive edition de Power, Corruption & Lies est publiée en octobre 2020.
À l'automne 2020, Tom Chapman et Phil Cunningam forment un groupe parallèle, Sea Fever.
La publication de l'enregistrement du concert du 9 novembre 2018 dans la salle Alexandra Palace, seul concert de l'année, est annoncée pour avril 2021. Il sort finalement en mai 2021 sous le titre Education Entertainment Recreation.

## Esthétique
New Order, comme la plupart des groupes du label Factory, a fréquemment recours au design minimaliste de Peter Saville : pochette n'indiquant pas le nom du groupe, ou même le titre de l’album. Cette esthétique a évolué avec leur changement de label, mais la participation de Peter Saville reste régulière.
Le groupe a aussi la réputation de ne donner que peu d’interviews, ce qui renforce l'image d’un groupe ne jouant pas forcément le jeu de la promotion médiatique. Le bassiste Peter Hook, contribue au son de New Order par son jeu de basse très caractéristique, souvent assez aigu, mélodique plutôt que rythmique. Le batteur Stephen Morris mélange allègrement batteries acoustique et électronique. Bernard Sumner écrit les textes. Chacun, pour ce que l’on en sait, contribue à l’écriture des chansons.

## Membres

### Membres actuels
- Bernard Sumner – chant, guitare, synthétiseur, programmation (1980–1993, 1998–2007, depuis 2011)
- Stephen Morris – batterie, percussions, claviers, programmations (1980–1993, 1998–2007, depuis 2011)
- Gillian Gilbert – claviers, guitare, programmation (1980–1993, 1998–2001, depuis 2011)
- Phil Cunningham – guitare, claviers, percussions électronique (2001–2007, depuis 2011)
- Tom Chapman – basse, synthétiseur (depuis 2011)

### Ancien membre
- Peter Hook – basse, percussions électronique, chant, synthétiseur, programmation (1980–1993, 1998–2007)

## Discographie
- 1981 : Movement
- 1983 : Power, Corruption and Lies
- 1985 : Low-Life
- 1986 : Brotherhood
- 1987 : Substance
- 1989 : Technique
- 1993 : Republic
- 2001 : Get Ready
- 2005 : Waiting for the Sirens' Call
- 2013 : Lost Sirens
- 2015 : Music Complete